# Esteghlal Khuzestan Football Club
L'Esteghlal Khuzestan Football Club, noto semplicemente come Esteghlal Khuzestan (in persiano باشگاه فوتبال استقلال خوزستان‎, "Club calcistico Indipendenza del Khuzestan"), è una società calcistica iraniana di Ahvaz, capoluogo del Khuzestan. Milita nella Lega professionistica del Golfo persico, la massima serie del campionato iraniano di calcio.
Fondata nel 2011 dopo l'acquisizione del titolo sportivo dell'Esteghlal Jonub, la squadra ha vinto un campionato iraniano, nel 2015-2016. Fino al 2012 ha disputato le partite casalinghe allo stadio Takhti di Ahvaz, impianto da 15 000 posti; dal 2012 gioca le partite interne allo stadio Ghadir di Ahvaz, impianto da 38 900 posti.

## Storia
L'Esteghlal Khuzestan Football Club fu fondato nel 2011 ad Ahvaz dopo l'acquisizione del titolo sportivo dell'Esteghlal Jonub, compagine di Teheran che era stata appena promossa in seconda serie. Dopo il sesto posto ottenuto nel 2011-2012, la squadra si classificò seconda nel girone B e fu promossa in massima serie. Al dodicesimo posto del 2012-2013, con spareggi evitati solo grazie a una differenza reti favorevole, fece seguito il quattordicesimo posto dell'annata seguente, piazzamento che costrinse alla disputa degli spareggi contro il Mes Kerman, primo classificato in seconda serie. Battendo per 3-0 i rivali tra andata e ritorno, l'Esteghlal Khuzestan si assicurò la permanenza in massima serie.

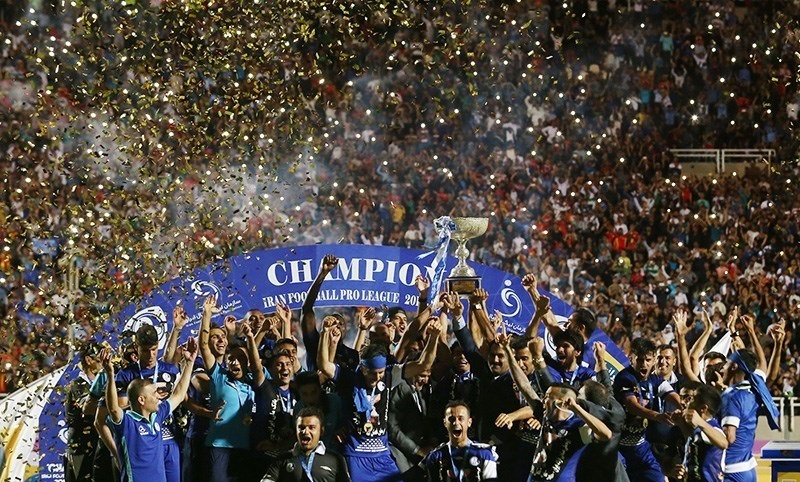
L'Esteghlal Khuzestan celebra la vittoria del campionato iraniano 2015-2016.

Nell'estate del 2015 l'Esteghlal Khuzestan allenato da Abdollah Veisi ingaggiò molti calciatori del Foolad Novin, poi iniziò molto bene la stagione 2015-2016, rivelandosi una delle sorprese del campionato. Grazie a quattro vittorie consecutive ottenne il titolo di campione d'inverno, per poi confermarsi nella seconda metà della stagione. Malgrado la sconfitta contro il Persepolis subita il 1º gennaio 2016, che rese più serrata la lotta per la testa della classifica e fece scivolare l'Esteghlal Khuzestan al secondo posto, la vetta fu riconquistata alla diciassettesima giornata. L'8 maggio 2016 fu ottenuta la qualificazione aritmetica all'AFC Champions League e il 13 maggio, battendo per 2-0 lo Zob Ahan, l'Esteghlal Khuzestan vinse il campionato per la prima volta.
Nel triennio successivo le prestazioni peggiorarono progressivamente, fino alla retrocessione in Lega Azadegan, avvenuta al termine della stagione 2018-2019. Nel 2022-2023 la squadra ha riguadagnato la massima serie piazzandosi al secondo posto in seconda serie.

## Palmarès

### Competizioni nazionali
- Campionato iraniano: 1

2015-2016
- Campionato iraniano di seconda divisione: 1

2012-2013

## Organico

### Rosa 2021-2022
| N. |                 | Ruolo | Calciatore            |
| -- | --------------- | ----- | --------------------- |
| 1  | Iran (bandiera) | P     | Mohammadreza Ghavidel |
| 2  | Iran (bandiera) | D     | Jalal Abdi            |
| 3  | Iran (bandiera) | C     | Alireza Daghagheleh   |
| 4  | Iran (bandiera) | D     | Mohammad Bakhtiari    |
| 6  | Iran (bandiera) | C     | Hossein Bahrami       |
| 7  | Iran (bandiera) | C     | Milad Safaei          |
| 8  | Iran (bandiera) | C     | Masoud Asadi          |
| 9  | Iran (bandiera) | A     | Ramin Davoodi         |
| 10 | Iran (bandiera) | A     | Farshad Janfaza       |
| 14 | Iran (bandiera) | D     | Mohanad Heydari       |
| 15 | Iran (bandiera) | A     | Amir Hossein Navaei   |

| N. |                           | Ruolo | Calciatore     |
| -- | ------------------------- | ----- | -------------- |
| 17 | Iran (bandiera)           | C     | Behrouz Barani |
| 21 | Iran (bandiera)           | C     | Sajad Khaledi  |
| 23 | Iran (bandiera)           | D     | Hassan Moavei  |
| 28 | Iran (bandiera)           | D     | Ali Khanifar   |
| 36 | Iran (bandiera)           | D     | Behrouz Afshar |
| 40 | Iran (bandiera)           | D     | Ali Helichi    |
| 66 | Iran (bandiera)           | C     | Ali Badavi     |
| 77 | Iran (bandiera)           | A     | Hassan Nemati  |
| 78 | Iran (bandiera)           | C     | Reza Marvani   |
| 25 | Rep. del Congo (bandiera) | C     | Thievy Bifouma |